# Albuquerque Thunderbirds 2008-2009
La stagione 2008-09 degli Albuquerque Thunderbirds fu l'8ª nella NBA D-League per la franchigia.
Gli Albuquerque Thunderbirds arrivarono terzi nella Southwest Division con un record di 24-26, non qualificandosi per i play-off.

## Roster
| N° | Naz.                   | Ruolo | Sportivo        | Anno | Alt. | Peso |
| -- | ---------------------- | ----- | --------------- | ---- | ---- | ---- |
| 00 | Stati Uniti (bandiera) | C     | Steven Allen    | 1983 | 208  | 109  |
| 10 | Stati Uniti (bandiera) | G     | Will Conroy     | 1982 | 188  | 88   |
| 11 | Stati Uniti (bandiera) | G     | Keith McLeod    | 1979 | 188  | 85   |
| 14 | Stati Uniti (bandiera) | G     | Antoine Agudio  | 1985 | 191  | 83   |
| 15 | Stati Uniti (bandiera) | GA    | Kris Clack      | 1977 | 196  | 101  |
| 18 | Stati Uniti (bandiera) | G     | Cheyne Gadson   | 1980 | 191  | 86   |
| 19 | Stati Uniti (bandiera) | P     | MaJic Dorsey    | 1981 | 185  | 83   |
| 19 | Stati Uniti (bandiera) | G     | Mark Walters    | 1982 | 191  | 99   |
| 23 | Stati Uniti (bandiera) | A     | David Monds     | 1983 | 203  | 108  |
| 24 | Stati Uniti (bandiera) | AG    | Fred Gibson     | 1981 | 193  | 83   |
| 33 | Stati Uniti (bandiera) | AC    | Cory Underwood  | 1980 | 208  | 107  |
| 33 | Stati Uniti (bandiera) | G     | James Wright    | 1981 | 185  | 84   |
| 34 | Stati Uniti (bandiera) | A     | David Noel      | 1984 | 198  | 104  |
| 41 | Senegal (bandiera)     | A     | Saer Sene       | 1986 | 211  | 104  |
| 42 | Stati Uniti (bandiera) | A     | Antonio Meeking | 1981 | 201  | 122  |
| 44 | Stati Uniti (bandiera) | AG    | Toree Morris    | 1982 | 208  | 124  |
| 44 | Stati Uniti (bandiera) | AC    | Brad Stricker   | 1977 | 211  | 127  |
| 99 | Stati Uniti (bandiera) | AG    | Jasper Johnson  | 1983 | 203  | 124  |

## Staff tecnico
- Allenatore: John Coffino
- Vice-allenatori: Darvin Ham, Dean Garrett
- Preparatore atletico: Jamal James